# 足立梨花
足立梨花（日语：／ Adachi Rika，1992年10月16日—）是日本女演員及電視藝人，長崎縣出生，於三重縣三重郡菰野町長大，所屬經紀公司為Horipro。

## 經歷
2007年，當時初中三年級15歲的足立參加了由大型經紀公司Horipro為發掘新人而舉辦的第32屆Horipro星探隊，從51,923名報名者中脫穎而出，獲得大獎。根據評審員秋元康所述，這是全體評審員的一致決定。

## 出演

### 電視劇
- 改造老師大作戰（2008年10月11日－12月13日，日本電視台）：飾
- 我要上太空（2009年6月18日－7月30日，NHK綜合）：飾 宇喜多萬里香
- 鬼太郎之妻 第1周（2010年3月29日－4月3日，NHK）：飾 飯田幸江（飯田ユキエ）
- 小海女 東京篇（2013年，NHK）：飾 有馬惠（有馬めぐ）
- 山田君與7人魔女 第1集（2013年8月10日，富士電視台）：飾 佐佐木凛
- 東京玩具箱 大結局（2013年12月21日，東京電視台）：飾 百田桃（百田モモ）
- 大東京玩具箱（2014年1月4日－3月29日，東京電視台）：飾 百田桃（百田モモ），主演[3]
- 黑社長 第7集（2014年5月20日，關西電視台）：飾 高岡麻由美[4]
- 近距離戀愛～Season Zero～（2014年7月19日－10月11日，日本電視台）：飾 高塔凛凛子
- 我無法被求婚的101個理由 第8話（2014年12月23日，LaLa TV）：飾 高橋夏美
- 阪神・淡路大震災20年ドラマ『二十歲與犬齡一歲』（2015年1月17日，NHK綜合）：飾 木下サラ
- 福岡戀愛白書10 十次響起的鈴聲（2015年3月27日，九州朝日放送）：飾 中村美憂，主演
- 歡迎來我家（2015年4月13日－6月15日，富士電視台）：飾 保原萬里江
- 毛骨悚然撞鬼經驗 夏の特別編2015「奇々怪々女子寮」（2015年8月29日，富士電視台）：飾 金子真琴
- 警報 刑警×女友×完全惡女 第1話（2015年10月20日，關西電視台）：飾 高野乃花
- 劇集W 誤斷（2015年11月22日－12月27日，WOWOW）：飾 安城亞紀
- 產科醫鴻鳥 第7集（2015年11月27日，TBS）：飾 山田郁美
- 沒撐傘的螻蟻們 第1話（2016年1月9日，富士電視台）：飾 中村安未果
- 大阪環狀線 每人在車站的愛情故事 第9話「最後的約會」（2016年3月8日，關西電視台）：飾 梅
- 隔壁的新選組（2016年4月7日－8月18日，富士電視台）：飾 近藤勇
- 早子老師，要結婚是真的嗎？ 第2集（2016年4月28日，富士電視台）：飾 目黑
- 最後的禮物（2016年5月2日，NHK綜合）：飾
- 水族館女孩（2016年6月17日－8月12日，NHK綜合）：飾 小柴久美子
- 營業部長 吉良奈津子（2016年7月21日－9月22日，富士電視台）：飾 神崎明日香
- 不起眼卻很厲害！校閱女孩·河野悅子（2016年10月5日－12月7日，日本電視台）：飾 今井聖紫瑠
- ふらり松尾芭蕉（2016年11月3日－2017年12月28日，富士電視台）：飾 松尾芭蕉
- 流星放送局〜雙子座流星群LIVE〜番組内連作短劇「音樂家的妹妹」（2016年12月13日，BS JAPAN）
- 早安、我是女演員相樂樹。 第3話 （2017年3月21日，東京電視台）：飾 店員・鈴木愛
- 人是100%靠外表（2017年4月13日－6月15日，富士電視台）：飾 岸根香澄
- 傳聞中的女人（噂の女，2018年4月14日、BS JAPAN）：飾 糸井美幸，主演
- 邊緣團地（限界団地，2018年6月2日，東海電視台）：飾
- 我可能不會愛你（僕はまだ君を愛さないことができる，2019年7月15日，富士電視台）：飾 御手洗陽，主演
- 警視廳零係〜生活安全課萬能諮詢室〜SEASON4 第1話（2019年7月19日，東京電視台）：飾 山口薫
- 詐騙幹員（2019年8月31日－9月28日，NHK綜合）：飾 向井有紗
- 毛骨悚然撞鬼經驗 20週年特別篇「机と海」（2019年10月12日，富士電視台）：飾 川島有希
- 絕對零度〜未然犯罪潛入搜查2〜 第6話（2020年2月10日，富士電視台）：飾 松永由貴
- 家栽之人（2020年5月17日・2021年9月29日，朝日電視台）：飾 樋口日名子
- 要來杯咖啡嗎 第1話（2021年4月5日，東京電視台）：飾 馬場
- 流浪署長風間昭平 15（2022年1月24日，東京電視台）：飾
- 畢業Time limit（2022年4月4日－5月12日，NHK綜合）：飾 梶浦弓美
- 惡女的一切（2022年7月2日－9月24日，BS松竹東急）：飾 玉野久美，主演
- 復讐的未亡人（2022年7月8日－8月26日，東京電視台）：飾 佐伯麻穗
- First Penguin! 第6話・最終話（2022年11月9日・12月7日，日本電視台）：飾
- 天使之耳〜交通警察之夜（2023年3月20日，NHK BS4K）：飾 畑山瑠美子
- 晚間問候～警視廳汽車巡邏隊（2023年3月27日，東京電視台）：飾 岸谷涼子
- 奶奶的憂鬱（2023年4月8日－5月27日，東海電視台・富士電視台）：飾 百目鬼由真
- 婚活奮鬥中 第9話・最終話（2024年3月13日・20日，富士電視台）：飾 福留小春
- 特搜9 season7 第4話（2024年4月24日，朝日電視台）：飾 井吹華
- 反正與我無關 ～某律師的真實工作～ 第1話・第2話（2024年7月19日・26日，東京電視台）：飾 木下優里香
- 我的一夜情規則（2025年1月8日－2月26日，東京電視台）：飾 成海綾，主演
- 大追跡〜警視廳SSBC強行犯係〜（2025年7月9日－，朝日電視台）：飾

### 電影
- 愛流通中心（愛流通センター，2008年7月、監督:土屋哲彦）：飾 チカコ，主演
- 非女子圖鑑「占卜女生珠江!」（非女子図鑑「占いタマエ!」，2009年5月、監督:豊島圭介）：飾 タマエ，主演
- 音樂人（音楽人」，2010年5月、監督：伊藤秀隆）：飾 南花戀
- 掰掰演劇社（行け!男子高校演劇部，2011年8月、監督：英勉）：飾 玉城
- 假面騎士×假面騎士 Wizard & Fourze MOVIE大戰Ultimatum（2012年12月）：飾 大木美代子
- Diamond（ダイヤモンド，2013年8月、監督：本間利幸）：飾 奈央
- 劇場版 東京傳説 恐怖的人間地獄（劇場版 東京伝説 恐怖の人間地獄，2014年6月、監督：千葉誠治）：飾 結璃，主演
- 只要妳說妳愛我（2014年7月）：飾 武藤愛子
- 幻想女孩（でーれーガールズ，2015年2月）：飾 秋本武美，主演
- 劇場靈（2015年11月）：飾 香織
- 藏在心中的惡魔（傷だらけの悪魔，2017年2月）：飾 葛西舞，主演

### 動畫劇場版
- 名侦探柯南：第11位前锋（2012年4月）：声演 本人
- Pokemon the movie XY 破壞之繭與蒂安希（2014年7月）：声演 瑪麗伶·芙烈姆（マリリン・フレイム，Marilyn Flame）

### 綜藝節目
- 全員逃走中 （逃走中 2010至今 ) 飾 青山靜

## 外部連結
- 經紀公司個人介紹頁（日語）
- 足立梨花的Ameba部落格（日語）
- 足立梨花的X（前Twitter）（日語）
- 足立梨花的Instagram帳戶 （日語）
- 足立梨花的LINE BLOG（日語）